# Wapen van Neufchâteau (Luxemburg)

Het wapen van Neufchâteau

Het wapen van Neufchâteau is het gemeentelijke wapen van de Belgische gemeente Neufchâteau. De Luxemburgse gemeente heeft het wapen in 1981 officieel toegekend gekregen.

## Geschiedenis
De stad Neufchâteau kreeg op 18 november 1818 door koning Willem I het wapen met de heilige Michaël (toen Sint Michiel genoemd) in gebruik erkend. In 1989 werd dit wapen in gebruik bevestigd, maar met een nieuwe omschrijving, nu in het Frans. De huidige gemeente Neufchâteau ontstond op 1 januari 1977 uit een fusie tussen de gemeenten Grandvoir, Grapfontaine, Hamipré, Longlier, Neufchâteau en Tournay. De nieuwe gemeenteraad heeft op 16 mei van dat jaar verzocht om het oude wapen te mogen continueren. Omdat de oude kleuren (op een zilveren schild de heilige Michaël van natuurlijke kleur) nergens als historisch bewezen konden worden, gaf de Raad voor de Heraldiek als advies om slechts twee kleuren toe te passen. Twee kleuren is ook esthetischer en heraldisch meer correct. Hierop kwam men op een blauw schild met gouden voorstelling. Deze versie werd op 12 december 1981 officieel aan de gemeente toegekend. De gemeentelijke vlag is gelijk aan het wapen en werd op 12 juni 2002 in gebruik genomen.

## Blazoenering
De beschrijving van het eerste wapen luidt als volgt:
Van zilver beladen met St Michiel in zijne natuurlijke kleur het schild gedekt met een gouden kroon.
De heraldische kleuren zijn: zilver (wit) en natuurlijke kleur, alles is afgebeeld zoals het in de natuur ook voor kan komen. Sint Michiel staat op een groene duivel en houdt een gouden schild vast. Het aantal bladeren in de kroon is niet vermeld, afgebeeld zijn er vijf, wat het een markiezenkroon maakt.
De omschrijving van het tweede wapen luidt als volgt:
D'argent à un saint Michel au naturel, l'écu timbré d'une couronne à cinq fleurons d'or.
Van zilver beladen met sint Michiel in natuurlijke kleur, het schild gedekt met een gouden kroon van vijf bladeren.
Het wapen is wat betreft de beschrijving niet gewijzigd. De weergave echter wel. Sint Michiel heeft nu ook een blauwe cape om en is wat minder primitief getekend.
De beschrijving van het derde wapen luidt als volgt:
D'azur à un saint Michel ailé brandissant de la dextre une épée flamboyante, de la senestre une rondache, et terrassant le démon, le tout d'or.
Van azuur een gevleugelde Sint Michaël houdend in zijn rechter hand een vlammend zwaard en in zijn linkerhand een gouden schild staande op een duivel, alles van goud.
De heraldische kleuren zijn azuur (blauw) en goud (geel). Het wapen is dus van Nassause kleuren. Het wapen heeft geen externe ornamenten zoals een kroon of schildhouders.